# Campeonato Mundial de Ciclismo en Pista de 2015
El CXII Campeonato Mundial de Ciclismo en Pista se celebró en Saint-Quentin-en-Yvelines (Francia) entre el 18 y el 22 de febrero de 2015 bajo la organización de la Unión Ciclista Internacional (UCI) y la Federación Francesa de Ciclismo.
Las competiciones se realizaron en el Velódromo Nacional de la localidad francesa. Fueron disputadas 19 pruebas, 10 masculinas y 9 femeninas.

## Medallistas

### Masculino
| Evento                          | Oro                                                                                  | Plata                                                                      | Bronce                                                                                  |
| ------------------------------- | ------------------------------------------------------------------------------------ | -------------------------------------------------------------------------- | --------------------------------------------------------------------------------------- |
| Velocidad individual (22.02)    | Grégory Baugé Francia                                                                | Denis Dmitriyev · Rusia                                                    | Quentin Lafargue Francia                                                                |
| Velocidad por equipos (18.02)   | Francia Grégory Baugé Michaël D'Almeida Kévin Sireau 43,136                          | Nueva Zelanda Edward Dawkins Ethan Mitchell Sam Webster REL                | Alemania · Joachim Eilers · René Enders · Robert Förstemann · 43,339                    |
| Persecución individual (21.02)  | Stefan Küng · Suiza · 4:18,915                                                       | Jack Bobridge Australia 4:19,184                                           | Julien Morice Francia 4:21,419                                                          |
| Persecución por equipos (19.02) | Nueva Zelanda Pieter Bulling Dylan Kennett Alex Frame Regan Gough Marc Ryan 3:54,088 | Reino Unido Edward Clancy Steven Burke Owain Doull Andrew Tennant 3:54,687 | Australia Jack Bobridge Alexander Edmondson Luke Davison Miles Scotson Mitchell Mulhern |
| 1 km contrarreloj (20.02)       | François Pervis Francia 1:00,207                                                     | Joachim Eilers · Alemania · 1:00,294                                       | Matthew Archibald Nueva Zelanda 1:00,470                                                |
| Carrera por puntos (20.02)      | Artur Yershov · Rusia · 31 pts.                                                      | Eloy Teruel Rovira · España · 30 pts.                                      | Maximilian Beyer · Alemania · 29 pts.                                                   |
| Scratch (19.02)                 | Lucas Liß · Alemania                                                                 | Albert Torres Barceló · España                                             | Robert Lea Estados Unidos                                                               |
| Keirin (19.02)                  | François Pervis Francia                                                              | Edward Dawkins Nueva Zelanda                                               | Azizulhasni Awang Malasia                                                               |
| Madison (22.02)                 | Bryan Coquard Morgan Kneisky Francia 21 pts.                                         | Liam Bertazzo · Elia Viviani · Italia · 20 pts.                            | Jasper De Buyst · Otto Vergaerde · Bélgica · 15 pts.                                    |
| Ómnium (21.02)                  | Fernando Gaviria Rendón · Colombia · 205 pts.                                        | Glenn O'Shea Australia 190 pts.                                            | Elia Viviani · Italia · 181 pts.                                                        |

### Femenino
| Evento                          | Oro                                                                                | Plata                                                                         | Bronce                                                                                  |
| ------------------------------- | ---------------------------------------------------------------------------------- | ----------------------------------------------------------------------------- | --------------------------------------------------------------------------------------- |
| Velocidad individual (21.02)    | Kristina Vogel · Alemania                                                          | Elis Ligtlee · Países Bajos                                                   | Zhong Tianshi China                                                                     |
| Velocidad por equipos (18.02)   | China Gong Jinjie Zhong Tianshi 32,034 RM                                          | Rusia · Daria Shmeliova · Anastasiya Voinova · 32,438                         | Australia Kaarle McCulloch Anna Meares 32,723                                           |
| Persecución individual (20.02)  | Rebecca Wiasak Australia 3:30,305                                                  | Jennifer Valente Estados Unidos 3:33,867                                      | Amy Cure Australia 3:32,907                                                             |
| Persecución por equipos (19.02) | Australia Annette Edmondson Ashlee Ankudinoff Amy Cure Melissa Hoskins 4:13,683 RM | Reino Unido Katie Archibald Laura Trott Elinor Barker Joanna Rowsell 4:16,702 | Canadá · Allison Beveridge · Jasmin Glaesser · Kirsti Lay · Stephanie Roorda · 4:17,864 |
| 500 m contrarreloj (19.02)      | Anastasiya Voinova · Rusia · 33,149                                                | Anna Meares Australia 33,425                                                  | Miriam Welte · Alemania · 33,699                                                        |
| Carrera por puntos (18.02)      | Stephanie Pohl · Alemania · 38 pts.                                                | Minami Uwano Japón 28 pts.                                                    | Kimberly Geist Estados Unidos 25 pts.                                                   |
| Scratch (21.02)                 | Kirsten Wild · Países Bajos                                                        | Amy Cure Australia                                                            | Allison Beveridge · Canadá                                                              |
| Keirin (22.02)                  | Anna Meares Australia                                                              | Shanne Braspennincx · Países Bajos                                            | Lisandra Guerra Rodríguez · Cuba                                                        |
| Ómnium (22.02)                  | Annette Edmondson Australia 192 pts.                                               | Laura Trott Reino Unido 176 pts.                                              | Kirsten Wild · Países Bajos · 175 pts.                                                  |

## Medallero
| Núm. | País           | Oro | Plata | Bronce | Total |
| ---- | -------------- | --- | ----- | ------ | ----- |
| 1    | Francia        | 5   | 0     | 2      | 7     |
| 2    | Australia      | 4   | 4     | 3      | 11    |
| 3    | Alemania       | 3   | 1     | 3      | 8     |
| 4    | Rusia          | 2   | 2     | 0      | 4     |
| 5    | Nueva Zelanda  | 1   | 2     | 1      | 4     |
| 5    | Países Bajos   | 1   | 2     | 1      | 4     |
| 7    | China          | 1   | 0     | 1      | 2     |
| 8    | Colombia       | 1   | 0     | 0      | 1     |
| 8    | Suiza          | 1   | 0     | 0      | 1     |
| 10   | Reino Unido    | 0   | 3     | 0      | 3     |
| 11   | España         | 0   | 2     | 0      | 2     |
| 12   | Estados Unidos | 0   | 1     | 2      | 3     |
| 13   | Italia         | 0   | 1     | 1      | 2     |
| 14   | Japón          | 0   | 1     | 0      | 1     |
| 15   | Canadá         | 0   | 0     | 2      | 2     |
| 16   | Bélgica        | 0   | 0     | 1      | 1     |
| 16   | Cuba           | 0   | 0     | 1      | 1     |
| 16   | Malasia        | 0   | 0     | 1      | 1     |
|      | TOTAL          | 19  | 19    | 19     | 57    |